# John Lill
John Richard Lill (Londres, 17 de marzo de 1944) es un pianista clásico inglés.

## Biografía
Lill estudió en el Royal College of Music y con el legendario pianista Wilhelm Kempff. Su talento surgió a una edad temprana, y dio su primer recital de piano a la edad de nueve años. A los 18 años, interpretó el Concierto para piano n.º 3 de Rajmáninov bajo la dirección de Adrian Boult. Esto fue seguido por su muy aclamado debut en Londres en 1963 tocando el Concierto para piano n.º 5 de Ludwig van Beethoven en el Royal Festival Hall. En 1970 ganó el Concurso Internacional Chaikovski de Moscú (ex aequo con Vladimir Krainev). Sidney Harrison dijo que "él (John Lill) simplemente devora a Beethoven".
Lill ha realizado diversas grabaciones, incluidos los conciertos completos para piano de Beethoven, Brahms y Rajmáninov, y las sonatas para piano completas de Beethoven y Prokófiev.
Lill ha actuado en más de cincuenta países, tanto como en recitales, como concertista solista. Ha trabajado en las principales ciudades europeas, incluyendo Ámsterdam, Berlín, París, Praga, Roma, Estocolmo y Viena, así como en Rusia, el Lejano Oriente y Australasia (incluidas varias giras para la Australian Broadcasting Corporation). También ha actuado en los Estados Unidos con las Orquestas Sinfónicas de Cleveland, Nueva York, Filadelfia, Dallas, Seattle, Baltimore, Boston, Washington D. C. y San Diego.
Su repertorio incluye más de setenta conciertos, y es aclamado en particular como un intérprete líder de Beethoven, cuyo ciclo completo de sonatas ha interpretado en varias ocasiones en el Reino Unido, EE. UU. y Japón. En Gran Bretaña, ha dado más de 30 conciertos Proms de la BBC y regularmente aparece con todas las principales orquestas sinfónicas. Ha realizado giras por el extranjero con la London Symphony, la London Philharmonic, la BBC Symphony, CBSO, Hallé, Royal Scottish National y la BBC Scottish Symphony.
Lill ha grabado para Deutsche Grammophon, EMI (conciertos completos para piano de Beethoven con RSNO y Gibson), ASV (ambos conciertos de Brahms con Hallé y Loughran), además de los conciertos de Beethoven y Chaikovski con la LSO y Judd. Más recientemente, ha grabado las sonatas completas de Prokófiev con ASV y su reciente grabación de las Bagatelas de Beethoven y los conciertos para piano con la CBSO y Weller está disponible en Chandos. Grabó la Fantasía sobre un tema de John Field de Malcolm Arnold  (dedicado a John Lill) con la Royal Philharmonic Orchestra y Vernon Handley para Conifer. También ha grabado los conciertos completos de Rajmáninov y sus principales obras de piano solo para Nimbus Records. Sus proyectos de grabación más recientes han sido el lanzamiento de obras de piano de Schumann en la etiqueta Classics for Pleasure y nuevos lanzamientos para Signum Records de Schumann, Brahms y Haydn.
En el año 2000, Lill sufrió lesiones en ambas manos cuando unos ladrones cortaron sus manos en el curso de un intento de robo. Se recuperó rápidamente y reanudó su carrera.
John Lill vive en Londres. Fue nombrado OBE en 1978 y le otorgaron el CBE por sus servicios a la música en la Lista de Honores de Año Nuevo de 2005.